# Енн Обрі
Енн Обрі (нар. 1 січня 1937) — англійська кіноактриса. 
Основний період професійнохї активності Енн Обрі прийшовся на 1950-ті та 1960-ті роки, у фільмах студії Warwick Films. Вона працювала з актором Ентоні Ньюлі у таких фільмах, як "Ідол на параді", "Убивці з Кіліманджаро", "Бандит Жобе", "Джазовий човен", "Давай одружимося"  та "В Ніку". Вона також з'явилася у вестерні "Гелліони"  разом із Річардом Тоддом .  
Зараз Енн Обрі живе в місті Вроксем, у Норфолку. 

## Вибрана фільмографія
- Не час вмирати (1958)
- Ідол на параді (1959)
- Бандит Жобе (1959)
- Убивці з Кіліманджаро (1959)
- Джазовий човен (1960)
- Давай одружимося (1960)
- В Ніку (1960)
- Гелліони (1961)